# Platyscia mesoscia
Platyscia mesoscia là một loài bướm đêm trong họ Noctuidae.